# Tour de Catalogne 1988
Le Tour de Catalogne 1988 est la 68e édition du Tour de Catalogne, une course cycliste par étapes en Espagne. L’épreuve se déroule sur 6 étapes du 2 au 7 septembre 1988 sur un total de 998,4 km. Le vainqueur final est l'Espagnol Miguel Indurain de l’équipe Reynolds, devant Laudelino Cubino et Marino Lejarreta.

## Étapes
| Étape | Date        | Parcours                                       | km    | Vainqueur d’étape           | Leader du classement général |
| ----- | ----------- | ---------------------------------------------- | ----- | --------------------------- | ---------------------------- |
| 1     | 2 septembre | Salou – Salou                                  | 156,8 | Mathieu Hermans (NED)       | Mathieu Hermans (NED)        |
| 2     | 3 septembre | Le Pineda – Sant Joan Despí                    | 191,8 | Alfonso Gutiérrez (ESP)     | Alfonso Gutiérrez (ESP)      |
| 3a    | 4 septembre | L'Hospitalet de Llobregat – Barcelone (clm/éq) | 16,8  | Del Tongo-Colnago (ITA)     | Franco Ballerini (ITA)       |
| 3b    | 4 septembre | Barcelone – Platja d'Aro                       | 111,6 | Czesław Lang (POL)          | Franco Ballerini (ITA)       |
| 4     | 5 septembre | Platja d'Aro - Manresa                         | 175,5 | Miguel Àngel Iglesias (ESP) | Franco Ballerini (ITA)       |
| 5     | 6 septembre | Bagà - Super Espot                             | 187,8 | Arsenio González (ESP)      | Laudelino Cubino (ESP)       |
| 6a    | 7 septembre | Tremp – Tremp (clm)                            | 28,7  | Miguel Indurain (ESP)       | Miguel Indurain (ESP)        |
| 6b    | 7 septembre | Tremp – Lleida                                 | 128,4 | Jacques Hanegraaf (NED)     | Miguel Indurain (ESP)        |

### 1reétape[1]
02-09-1988: Salou – Salou, 158,8 km :
|   | Cycliste                     | Équipe     | Temps           |
| - | ---------------------------- | ---------- | --------------- |
| 1 | Mathieu Hermans (NED)        | Caja Rural | 3 h 52 min 49 s |
| 2 | Alfonso Gutiérrez (ESP)      | Teka       | m.t.            |
| 3 | Manuel Jorge Domínguez (ESP) | BH         | m.t.            |

|   | Cycliste                     | Équipe     | Temps           |
| - | ---------------------------- | ---------- | --------------- |
| 1 | Mathieu Hermans (NED)        | Caja Rural | 3 h 52 min 49 s |
| 2 | Alfonso Gutiérrez (ESP)      | Teka       | m.t.            |
| 3 | Manuel Jorge Domínguez (ESP) | BH         | m.t.            |

### 2eétape[2]
03-09-1988: Le Pineda – Sant Joan Despí, 191,8 km :
|   | Cycliste                    | Équipe    | Temps           |
| - | --------------------------- | --------- | --------------- |
| 1 | Alfonso Gutiérrez (ESP)     | Teka      | 4 h 55 min 01 s |
| 2 | Casimiro Moreda (ESP)       | CLAS      | m. t.           |
| 3 | Miguel Àngel Iglesias (ESP) | Helios-CR | m. t.           |

|   | Cycliste                    | Équipe    | Temps           |
| - | --------------------------- | --------- | --------------- |
| 1 | Alfonso Gutiérrez (ESP)     | Teka      | 8 h 47 min 50 s |
| 2 | Miguel Àngel Iglesias (ESP) | Helios-CR | m.t.            |
| 3 | Casimiro Moreda (ESP)       | CLAS      | m.t.            |

### 3eétape A[3]
04-09-1988: L'Hospitalet de Llobregat – Barcelone, 16,8 km (clm/éq):
| Résultat de la 3e étape A \| \| Équipe \| Temps \| \| - \| ----------------------- \| ----------- \| \| 1 \| Del Tongo-Colnago (ITA) \| 19 min 40 s \| \| 2 \| BH (ESP) \| + 4 s \| \| 3 \| Panasonic-Isostar (NED) \| + 9 s \| |                         |             |
| | Équipe                  | Temps       |
| 1 | Del Tongo-Colnago (ITA) | 19 min 40 s |
| 2 | BH (ESP)                | + 4 s       |
| 3 | Panasonic-Isostar (NED) | + 9 s       |

### 3eétape B[3]
04-09-1988: Barcelone – Platja d'Aro, 111,6 km :
|   | Cycliste               | Équipe             | Temps           |
| - | ---------------------- | ------------------ | --------------- |
| 1 | Czesław Lang (POL)     | Del Tongo-Colnago  | 2 h 31 min 19 s |
| 2 | Michael Wilson (AUS)   | Weinmann-Le Suisse | + 3 s           |
| 3 | Eric Van Lancker (BEL) | Panasonic-Isostar  | m.t.            |

|   | Cycliste               | Équipe            | Temps            |
| - | ---------------------- | ----------------- | ---------------- |
| 1 | Franco Ballerini (ITA) | Del Tongo-Colnago | 11 h 18 min 29 s |
| 2 | Luca Rota (ITA)        | Del Tongo-Colnago | m.t.             |
| 3 | Eric Van Lancker (BEL) | Panasonic-Isostar | + 1 s            |

### 4eétape[4]
5-09-1988: Platja d'Aro - Manresa, 175,5 km :
|   | Cycliste                    | Équipe    | Temps           |
| - | --------------------------- | --------- | --------------- |
| 1 | Miguel Àngel Iglesias (ESP) | Helios-CR | 4 h 44 min 26 s |
| 2 | Miguel Indurain (ESP)       | Reynolds  | + 1 s           |
| 3 | José Recio (ESP)            | Kelme     | m.t.            |

|   | Cycliste               | Équipe            | Temps            |
| - | ---------------------- | ----------------- | ---------------- |
| 1 | Franco Ballerini (ITA) | Del Tongo-Colnago | 16 h 03 min 07 s |
| 2 | Luca Rota (ITA)        | Del Tongo-Colnago | m.t.             |
| 3 | Eric Van Lancker (BEL) | Panasonic-Isostar | + 1 s            |

### 5eétape[5]
6-09-1988: Bagà - Super Espot, 187,8 km :
|   | Cycliste               | Équipe     | Temps           |
| - | ---------------------- | ---------- | --------------- |
| 1 | Arsenio González (ESP) | Teka       | 5 h 11 min 47 s |
| 2 | Laudelino Cubino (ESP) | BH         | + 7 min 27 s    |
| 3 | Marino Lejarreta (ESP) | Caja Rural | + 7 min 46 s    |

|   | Cycliste               | Équipe   | Temps            |
| - | ---------------------- | -------- | ---------------- |
| 1 | Laudelino Cubino (ESP) | BH       | 21 h 22 min 24 s |
| 2 | Miguel Indurain (ESP)  | Reynolds | + 17 s           |
| 3 | Álvaro Pino (ESP)      | BH       | + 19 s           |

### 6eétape A[6]
7-09-1988: Tremp – Tremp, 29,7 km (clm):
| Résultat de la 6e étape A \| \| Cycliste \| Équipe \| Temps \| \| - \| ---------------------- \| ---------- \| ----------- \| \| 1 \| Miguel Indurain (ESP) \| Reynolds \| 40 min 59 s \| \| 2 \| Laudelino Cubino (ESP) \| BH \| + 25 s \| \| 3 \| Marino Lejarreta (ESP) \| Caja Rural \| + 27 s \| |                        |            |             |
| | Cycliste               | Équipe     | Temps       |
| 1 | Miguel Indurain (ESP)  | Reynolds   | 40 min 59 s |
| 2 | Laudelino Cubino (ESP) | BH         | + 25 s      |
| 3 | Marino Lejarreta (ESP) | Caja Rural | + 27 s      |

### 6eétape B[6]
7-09-1988: Tremp – Lleida, 128,4 km :
|   | Cycliste                | Équipe       | Temps           |
| - | ----------------------- | ------------ | --------------- |
| 1 | Jacques Hanegraaf (NED) | Toshiba-Look | 3 h 25 min 31 s |
| 2 | Alfonso Gutiérrez (ESP) | Teka         | + 3 s           |
| 3 | Casimiro Moreda (ESP)   | CLAS         | m.t.            |

|   | Cycliste               | Équipe     | Temps            |
| - | ---------------------- | ---------- | ---------------- |
| 1 | Miguel Indurain (ESP)  | Reynolds   | 25 h 29 min 14 s |
| 2 | Laudelino Cubino (ESP) | BH         | + 8 s            |
| 3 | Marino Lejarreta (ESP) | Caja Rural | + 44 s           |

## Classement général
|    | Cycliste                  | Équipe            | Temps            |
| -- | ------------------------- | ----------------- | ---------------- |
| 1  | Miguel Indurain (ESP)     | Reynolds          | 25 h 29 min 14 s |
| 2  | Laudelino Cubino (ESP)    | BH                | + 8 s            |
| 3  | Marino Lejarreta (ESP)    | Caja Rural        | + 44 s           |
| 4  | Álvaro Pino (ESP)         | BH                | + 51 s           |
| 5  | Peio Ruiz Cabestany (ESP) | Chateau d'Ax      | + 2 min 18 s     |
| 6  | Eric Van Lancker (BEL)    | Panasonic-Isostar | + 2 min 48 s     |
| 7  | Enrique Aja (ESP)         | Teka              | + 2 min 51 s     |
| 8  | Robert Millar (GBR)       | Fagor             | + 3 min 10 s     |
| 9  | Luca Rota (ITA)           | Del Tongo-Colnago | + 3 min 18 s     |
| 10 | Edgar Corredor (COL)      | Café de Colombia  | + 3 min 29 s     |

## Classements annexes
|   | Cycliste                   | Équipe           | Points    |
| - | -------------------------- | ---------------- | --------- |
| 1 | Arsenio González (ESP)     | Teka             | 39 Points |
| 2 | Iñaki Gastón (ESP)         | Kelme            | 33 Points |
| 3 | Juan Carlos Castillo (COL) | Café de Colombia | 21 Points |

|   | Cycliste                  | Équipe            | Points    |
| - | ------------------------- | ----------------- | --------- |
| 1 | Louis de Koning (NED)     | Panasonic-Isostar | 16 Points |
| 2 | Johannes Draaijer (NED)   | PDM               | 8 Points  |
| 3 | Pablo Moreno (ESP)        | Seur-Campagnolo   | 7 Points  |
| 3 | Juan Carlos Arribas (ESP) | BH                | 7 Points  |

|   | Cycliste                    | Équipe    | Points    |
| - | --------------------------- | --------- | --------- |
| 1 | Alfonso Gutiérrez (ESP)     | Teka      | 85 Points |
| 2 | Miguel Indurain (ESP)       | Reynolds  | 66 Points |
| 3 | Miguel Àngel Iglesias (ESP) | Helios-CR | 63 Points |

|   | Équipe   | Pays    | Temps            |
| - | -------- | ------- | ---------------- |
| 1 | Reynolds | Espagne | 77 h 34 min 57 s |
| 2 | Teka     | Espagne | + 3 min 15 s     |
| 3 | BH       | Espagne | + 3 min 17 s     |